# Agence nationale de la cohésion des territoires
Pour les articles homonymes, voir ANCT.
L'Agence nationale de la cohésion des territoires (ANCT) est un établissement public français créé en 2019 et en fonctionnement depuis le 1er janvier 2020. Son action cible prioritairement les territoires caractérisés par des contraintes géographiques, des difficultés en matière démographique, économique, sociale, environnementale ou d'accès aux services publics.

## Histoire
La création de l'ANCT est souhaitée par Emmanuel Macron dès son discours à la conférence nationale des territoires le 18 juillet 2017, avec l'ambition de créer un « guichet unique » d'échelon national dans la relation de l'État aux élus et porteurs de projets locaux, en particulier les collectivités territoriales. La mission de préfiguration de l'ANCT a lieu en 2019 sous la supervision du cabinet de conseil EY.

### Périmètre
L'agence succède le 1er janvier 2020 à plusieurs organismes publics français : 
- le Commissariat général à l'égalité des territoires (CGET ; à l'exception des agents assurant les fonctions relatives à l’élaboration et au suivi de la politique de l’État en matière de cohésion des territoires),
- l'Établissement public national d'aménagement et de restructuration des espaces commerciaux et artisanaux (EPARECA) et
- l'Agence du numérique (à l'exception des agents employés à la mission French Tech).

Ainsi, la conception des contrats de plan État-région, qui relevait encore du CGET pour l'exercice 2015-2020, n'est plus assumée par l'ANCT pour l'exercice 2021-2027. L'ANCT gère en revanche un nouveau type de contractualisation entre État et collectivités, les Contrats de relance et de transition écologique.
D'autres opérateurs de l’État en direction des territoires ne sont finalement pas intégrés dans cette nouvelle structure : l'Agence nationale pour la rénovation urbaine (ANRU), l'Agence nationale de l'habitat (ANAH), l'Agence de l'environnement et de la maîtrise de l'énergie (Ademe) ou le Centre d'études et d'expertise sur les risques, l'environnement, la mobilité et l'aménagement (Cerema). Toutefois l'ANCT pourra, en fonction des projets, passer des conventions avec chacun de ces opérateurs.

### Fonction
De manière plus générale, la création de l'ANCT marque un changement d'approche dans la relation de l'État aux collectivités par rapport aux organismes qui l'ont précédée : l'agence a davantage une fonction d'« ingénierie d'appui » aux projets portés par les collectivités (approche ascendante) plutôt que d'analyse et de supervision pour l'État (approche descendante). Le budget de l'ANCT pour l'ingénierie territoriale a donc doublé en 2021, passant à 20 millions € annuels, soit un tiers des 61 millions € du budget total de l'agence. Pour la députée Lauriane Rossi, la contrepartie de cette transformation est l'« absence de diagnostic territorial qui permettrait pourtant d'identifier les territoires prioritaires », et le corollaire de l'absence de véritable politique d'aménagement du territoire depuis les années 1990.
Dans un contexte de remise en cause du recours par l'État à des cabinets de conseil privés en 2022, l'ANCT est présentée comme un cas représentatif de l'externalisation des missions de l'État. En effet, pour assurer sa mission d'appui aux collectivités, l'agence a recouru beaucoup plus fortement à des cabinets de conseil. Dans un rapport sénatorial, Bernard Delcros pointe ainsi que « Depuis le 1er janvier 2020, 702 projets ont été accompagnés par l’agence. (...) dans près de la moitié des cas (46 %), le soutien de l’ANCT est en réalité passé par la mobilisation d’un ou plusieurs prestataires externes, (...) l’expertise interne de l’agence n’ayant concerné que 8 % des projets. »

## Missions
L'agence a pour missions :
- de conseiller et de soutenir les collectivités territoriales et leurs groupements dans la conception, la définition et la mise en œuvre de leurs projets, notamment en faveur de l'accès aux services publics, de l'accès aux soins, du logement, des mobilités, de la mobilisation pour les quartiers prioritaires de la politique de la ville et les quartiers urbains en difficulté, de la revitalisation, notamment commerciale et artisanale, des centres-villes et centres-bourgs, de la transition écologique, du développement économique ou du développement des usages numériques.

- de coordonner l'utilisation des fonds européens structurels et d'investissement et d'assister le ministre chargé de l'aménagement du territoire dans sa mission de définition, de mise en œuvre et de suivi des politiques nationales et européennes de cohésion économique, sociale et territoriale

- d'acquérir, de gérer d'exploiter, de céder, si nécessaire, des fonds commerciaux ou artisanaux en qualité de délégataire du droit de préemption sur les fonds de commerce nécessaires aux opérations correspondant à son objet.

Depuis 2019, l'agence met en œuvre les pactes territoriaux, devenu contrat de relance et de transition écologique et les projets de redynamisation du territoire français.

## Organisation et gouvernance
L'Agence nationale de la cohésion des territoires est placée sous la tutelle des ministres chargés de l'aménagement du territoire, des collectivités territoriales et de la politique de la ville.

### Conseil d'administration
Le conseil d'administration est composé de 33 membres : 2 députés, 2 sénateurs, 16 représentants de l'État, 10 représentants des collectivités territoriales et de leurs groupements (dont au moins un élu représentant une collectivité d'outre-mer), 1 représentant de la Caisse des dépôts et consignations et 2 représentants du personnel. La durée du mandat des membres de l'agence est de trois ans, hormis pour les parlementaires.

### Présidence
Le conseil d'administration élit parmi les membres représentant les collectivités territoriales celui qui assurera la présidence. Lors de la première réunion du conseil d'administration, le 12 décembre 2019, Caroline Cayeux est élue présidente (mandat exercé jusqu'en août 2022) et Vanik Berberian vice-président.

### Fonctionnement
Le point d’entrée local de l'agence est le préfet de département (le délégué territorial) ; celui-ci peut nommer comme adjoint son directeur départemental des territoires.